# Simmer and Jack
Die Simmer and Jack Mines Ltd (vor 1924 The Simmer & Jack Gold Mining Co. Ltd) ist eine südafrikanische Aktiengesellschaft, die über einen Zeitraum von mehr als 100 Jahren Goldminen betrieben hat. Sie wurde 1887 von dem Deutschen August Simmer und dem Schotten John Jack gegründet und die Aktienmehrheit kurz danach an The Gold Fields of South Africa Ltd verkauft. Die Gesellschaft war bis zum Jahr 2013 an der Johannesburger Börse notiert.

## Anfänge

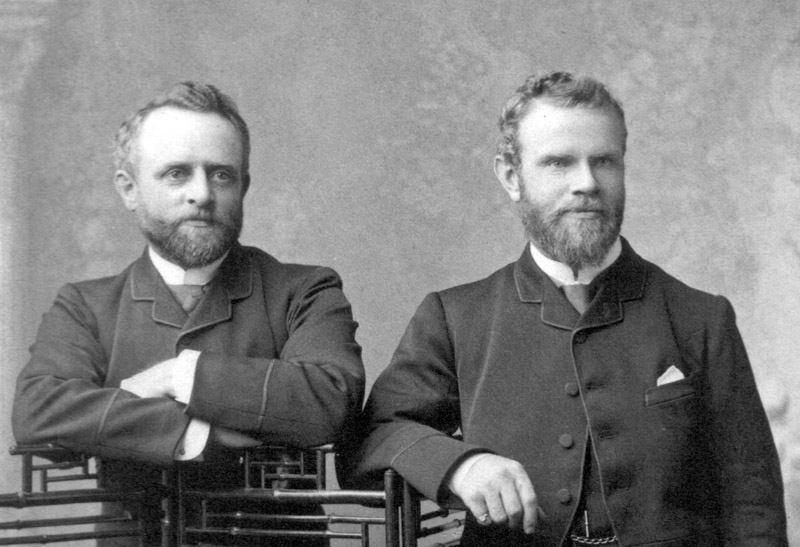
Die Gründer August Simmer (links) und John Jack

Im Februar 1886 wurden die entscheidenden Goldfunde am Witwatersrand in Südafrika gemacht, die kurz danach zur Gründung der Stadt Johannesburg führten. Die Farm Elandsfontein lag etwa zehn Kilometer östlich und gehörte dem Farmer Sarel Meyer. Simmer & Jack, eine Handelsfirma aus Harrismith die in Chrissiesmeer einen Laden betrieb, hatte ein Jahr zuvor von Sarel Meyer die Hälfte seiner Farm in Zahlung genommen. Im September 1886 ließ John Jack die Bergbaurechte im Bereich der Farm für Simmer & Jack registrieren.
Zur Gründung der Aktiengesellschaft im August 1887 nahmen August Simmer und John Jack den Unternehmer Sir George Farrar als Gesellschafter und Mitglied der Geschäftsführung auf, dessen Familienunternehmen Brunnenbohrmaschinen nach Südafrika importierte. In die Geschäftsführung wurde auch Harry Struben aufgenommen, der ab 1884 eine kleine Goldmine in Roodepoort geführt hatte. Die neue Bergarbeitersiedlung wurde nach einem Herrenhaus in der Nähe von John Jacks Geburtsort Germiston genannt.

## Weitere Entwicklung

Das Stampfwerk der Simmer & Jack Goldmine 1895

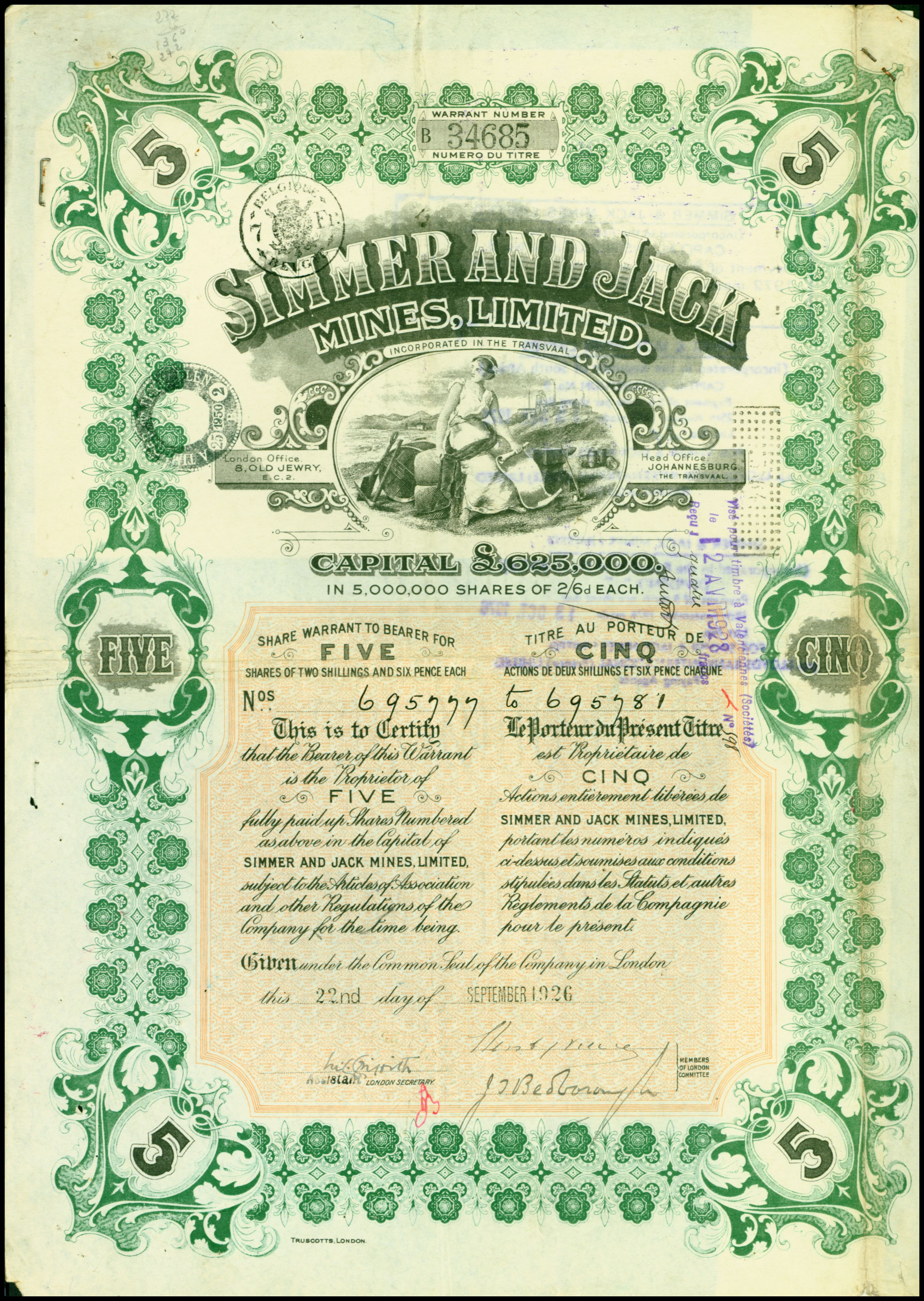
Aktie der Simmer and Jack Mines Ltd vom September 1926

Der Politiker und Unternehmer Cecil Rhodes, der im Diamantengeschäft reich geworden war, sah in den Goldfunden eine große Chance und begann zusammen mit seinem Partner Charles Rudd am Witwatersrand Farmen, Minen und Bergbaurechte aufzukaufen. Zur Finanzierung des Unternehmens gründeten sie in London die Aktiengesellschaft The Gold Fields of South Africa Ltd. Simmer & Jack gehörte zu den ersten Minen, an denen sie sich beteiligte.
Bald stellte sich heraus, dass das Goldvorkommen zwar sehr groß war, der Pyritgehalt des Gesteins in größerer Tiefe aber zu hoch für eine wirtschaftlich erfolgreiche Ausbeutung mit der zeitgenössischen Technik war. Erst ein Kontakt zum schottischen Chemiker John MacArthur, den John Jack 1889 herstellte, brachte die Information über den neu erfundenen Cyanid-Prozess nach Südafrika und ermöglichte den großen Erfolg des südafrikanischen Goldbergbaus.
Die ersten Jahrzehnte des Unternehmens waren von politischen Unruhen (Jameson Raid, Zweiter Burenkrieg), verschiedenen wirtschaftlichen Schwierigkeiten und sehr großen Investitionen geprägt. Ab 1888 wurde in einem Stampfwerk mit 25 Stempeln Gestein gemahlen. Die Anlage wurde kontinuierlich vergrößert und besaß ab 1895 100 Stempel und ab 1899 320 Stempel. Den Höhepunkt der Goldförderung erreichte die Mine 1922. Bis 1935 wurden von Simmer & Jack 27.000.000 Tonnen Gestein verarbeitet und 7.800.000 Unzen Gold gefördert. Die Gesellschaft machte zwischen 1888 und 1935 einen Gewinn von 10.000.000 £.
1965 verkaufte Gold Fields ihre Anteile, weil das Goldvorkommen nahezu erschöpft war. Die ursprüngliche Mine wurde 1969 geschlossen. In den darauf folgenden Jahrzehnten verfolgte die Firma verschiedene Engagements in Gold- und Uranminen, wie in die Mine Buffelsfontein. Im Jahr 2013 wurde der Börsenhandel der Aktie eingestellt; die Aktiengesellschaft besteht jedoch weiter.